# Noapte întunecată (cântec)
„Noapte întunecată” (în rusă Тёмная ночь, transliterat: Tiomnaia noci) este un cântec prezentat de Mark Bernes în filmul sovietic Doi soldați (în rusă Два бойца) din 1943. Muzica a fost compusă de Nikita Bogoslovski și textul a fost scris de poetul Vladimir Agatov. Cântecul a avut o mare popularitate și a devenit unul din cele mai cunoscute și apreciate cântece rusești create în timpul celui de-al Doilea Război Mondial.

## Lansarea cântecului
Filmul Doi soldați a fost produs în 1943 în Tașkent, unde fusese evacuate industria cinematografică în timpul războiului. Scenariul filmului a fost scris de Evgheni Gabrilovici, pe baza nuvelei lui Lev Slavin „Conaționalii mei” (în rusă Мои земляки), regia fiind asigurată de Leonid Lukov. Actorii principali sunt Mark Bernes și Boris Andreev. Acțiunea filmului se petrece în timpul asediului Leningradului. Inițial scenariul filmului nu cuprindea niciun cântec. Totuși, în timpul turnării filmului, regizorul Leonid Lukov nu reușea să filmeze o scenă convingătoare cu un soldat scriind o scrisoare pe când era în tranșee. I s-a părut că un cântec ar fi o soluție preferabilă și a cerut ajutorul compozitorului Nikita Bogoslovski, care în scurt timp, cu ajutorul poetului Vladimir Agatov a compus cântecul „Noapte întunecată”.  În versiunea finală, actorul Mark Bernes îl interpretează cântând la ghitară într-un adăpost de pe linia de front, cu un acoperiș neetanș din care se prelinge ploaia.
Deși cântecul fusese scris pentru filmul Doi soldați, partitura a fost luată de cântărețul Leonid Utiosov, fără încuviințarea compozitorului sau a regisorului. Leonid Utiosov a înregistrat cântecul pe disc, fiind primul interpret al cântecului. Cu toate acestea, popularitatea cântecului se datorește interpretării lui Mark Bernes, care a fost înregistrată de cinci ori. Cântecul a fost primit cu rezervă de autorități, care îl considerau prea liric, fiind diferit de cântecele produse în timpul războiului, care erau în marea lor majoritate marșuri sau cântece patriotice.

## Text
| Text original în limba rusă | Traducere în limba română |
| Тёмная ночь, только пули свистят по степи, Только ветер гудит в проводах, тускло звёзды мерцают . В тёмную ночь ты, любимая, знаю, не спишь, И у детской кроватки тайком ты слезу утираешь. Как я люблю глубину твоих ласковых глаз, Как я хочу к ним прижаться сейчас губами! Тёмная ночь разделяет, любимая, нас, И тревожная, чёрная степь пролегла между нами. Верю в тебя, в дорогую подругу мою, Эта вера от пули меня тёмной ночью хранила… Радостно мне, я спокоен в смертельном бою, Знаю, встретишь с любовью меня, что б со мной ни случилось. Смерть не страшна, с ней встречались не раз мы в степи. Вот и теперь надо мною она кружится. Ты меня ждёшь и у детской кроватки не спишь, И поэтому знаю: со мной ничего не случится | Noaptea este întunecată, doar gloanțele șuieră peste stepă. Numai vântul huruie între fire, iar stelele sclipesc slab. Știu, dragostea mea, că nu dormi în această noapte întunecată, Și lângă leagăn îți ștergi, pe ascuns, o lacrimă. Ador adâncimea ochilor tăi afectuoși, Și-aș vrea să-i ating acum cu buzele mele! Noaptea-ntunecată ne desparte, iubito, Și între noi se află o stepă neagră, înfricoșată. Cred în tine, draga mea prietenă, Și-această credință m-a ferit de gloanțe în noaptea întunecată. Sunt resemnat și calm în această luptă mortală Pentru că știu că mă vei iubi, indiferent de ce rău mi s-ar întâmpla. Moartea nu-i înfricoșătoare, ne-am întâlnit cu ea de mai multe ori în stepă. Chiar și acum se învârte în jurul meu, Mă aștepți și nu poți dormi lângă leagăn. Și de aceea știu că nu mi se va întâmpla nimic rău. |

## Interpreți
După înregistrarea lui Mark Bernes, cântecul a fost interpretat de numeroși artiști, printre care: 
Basta, Bi-2, Dima Bilan, Maria Burmaka , Fiodor Cisteakov, Viktoria Daineko, Lusine Ghevorkian, Aleksandr Gorodnitski, Boris Grebenșcikov, Liudmila Gurcenko , Helavisa, Dmitri Hvorostovski, Alexander Ivanov, grupul Kipelov, Iosif Kobzon, Ivan Kozlovski, Serghei Kuprik, Maksim Leonidov, Petre Leșcenco, Lado Leskovar, Muslim Magomaev, Andrei Makarevici, Serghei Mahovikov, Dmitri Malikov Anatoli Mokrenko, Vladimir Neceaev, Noize MC, Ian Osin, Jenea Otradnaia[4], Oleg Pogudin, Ivan Rebroff, Sofia Rotaru, grupul Russki Razmer , Nikolai Șciukin, Igor Sklear, Juha Suominen, Serghei Trofimov , Elena Vaenga, Gheorghi Vinogradov, Zemfira
Cântecul a fost tradus în mai multe limbi străine, astfel:
- În limba poloneză, „Ciemna dziś noc” cu text de poetul Julian Tuwim, cântecul devenit popular începând din anii 1950, în interpretarea cuartetului Chór Czejanda și al cântăreților Wiera Gran, Mieczysław Fogg și Piotr Kosewski.
- În limba finlandeză: „Tumma yö” cu mai multe traduceri ale textului, principalii interpreți fiind: Farhad Mehrad, Pärre Förars, Pasi Kaunisto, Matti Louhivuori, Taneli Mäkelä, Georg Malmstén, Pauli Räsänen. Henry Theel și Markus Törmälä.
- În limba sârbo-croată: „Tamna je noć” interpretat de Riblja Čorba.
- În limba estoniană: „Pimedal ööl” interpretat de orchestra Vennaskond și inclus în albumul "Ma armastan Ameerikat" (Iubesc America).